# Tyta ochracea
Tyta ochracea är en fjärilsart som beskrevs av Tutt 1892. Tyta ochracea ingår i släktet Tyta och familjen nattflyn. Inga underarter finns listade i Catalogue of Life.